# Lövsåg

Lövsåg

Lövsåg, även kallad figursåg eller rundsåg, är avsedd för finsnickeri, där den används för att såga ut komplicerade kurvor för till exempel snickarglädje och fogning av profil-lister. Bladet är både tunt och lågt, det vill säga att det har kort avstånd mellan tänder och rygg, för att inte fastna i sågspåret vid skarpa kurvor. Det hålls sträckt av en spännbåge på handtag och sågar till skillnad från till exempel fogsvansen på draget. Mer avancerade modeller har dessutom roterande bladfästen för att lättare kunna följa den uppritade kurvan. Spännbågen brukar ha ett snabbfäste i ena änden för att kunna lösgöra bladet och föra in det genom ett borrhål, så att sågning kan utföras innanför kanterna på ett arbetsstycke.
Skillnaden mellan en lövsåg och en figursåg är att spännbågen på den förra har betydligt större bågdjup (minst 25 cm) än figursågens 12-15cm, vilket gör att den kan såga betydligt längre in i arbetsstycket.
Det finns blad både för trä och metall.